# Родни Дэнджерфилд
Родни Дэнджерфилд (англ. Rodney Dangerfield, настоящее имя Джейкоб Родни Коэн (англ. Jacob Cohen); 22 ноября 1921 — 5 октября 2004) — американский комик и актёр. В 1980-х годах стал известен благодаря фильмам «Лёгкие деньги», «Гольф-клуб» и «Снова в школу».

## Ранние годы
Джейкоб Коэн родился на Лонг-Айленде в еврейской семье. Его отцом был актёр водевилей Филип Коэн. Родители Родни переехали в США из Венгрии. Чтобы прокормить себя и свою семью, он доставлял продукты, продавал газеты и мороженое на пляже.

## Карьера
Джейкоб Коэн начал свою карьеру как Родни «Пшелянафиг» Дэнджерфилд в 15 лет, когда принялся писать скетчи. В 17 он вышел на любительскую сцену. В 19 имел две работы — комика и поющего официанта. Стоило Родни запеть, как посетители швыряли в него деньги. Десять лет он гастролировал с комедийной труппой, но все же — хотя и неохотно — бросил шоу-бизнес. До 40 лет ему и в голову не приходило, что нужно возобновить карьеру. Днем он торчал в конторе, а вечером прирабатывал в ночных клубах. Открыл даже собственный клуб, теперь это очень известное место на Манхеттене. Но он все-таки вернулся к актёрской карьере. Большой резонанс вызвала его роль в фильме Оливера Стоуна «Прирождённые убийцы».

## Смерть
8 апреля 2003 года Дэнджерфилду сделали операцию на головном мозге с целью улучшения кровотока в рамках предстоящей операции по замене клапана сердца 24 августа 2004 года. Но в сентябре 2004 года из-за осложнений после операции он впал в кому. Родни Дэнджерфилд умер 5 октября 2004 года в медицинском центре имени Рональда Рейгана, Лос-Анджелес. Похоронен на кладбище мемориального парка Уэствуд-Виллидж.

## Избранная фильмография
| Год  |    | Русское название               | Оригинальное название            | Роль                    |
| ---- | -- | ------------------------------ | -------------------------------- | ----------------------- |
| 1956 | ф  | Убийство                       | The Killing                      | наблюдатель             |
| 1970 | ф  | Киномеханик                    | The Projectionist                | Ренальди / Летучая мышь |
| 1980 | ф  | Гольф-клуб                     | Caddyshack                       | Эл Червик               |
| 1983 | ф  | Лёгкие деньги                  | Easy Money                       | Монти Капулетти         |
| 1986 | ф  | Снова в школу                  | Back to School                   | Торнтон Мелон           |
| 1988 | ф  | Переезд                        | Moving                           | брокер                  |
| 1992 | ф  | Божьи коровки                  | Ladybugs                         | Честер Ли               |
| 1994 | ф  | Прирождённые убийцы            | Natural Born Killers             | отец Мэллори            |
| 1995 | ф  | Каспер                         | Casper                           | в роли самого себя      |
| 1996 | мс | Симпсоны                       | The Simpsons                     | Ларри Бернс / Рик       |
| 1997 | ф  | Познакомьтесь с Уолли Спарксом | Meet Wally Sparks                | Уолли Спаркс            |
| 1997 | ф  | Каспер: Начало                 | Casper: A Spirited Beginning     | мэр Джонни Хант         |
| 1997 | мс | Доктор Кац                     | Dr. Katz, Professional Therapist | Родни                   |
| 1997 | с  | Большой ремонт                 | Home Improvement                 | в роли самого себя      |
| 2000 | ф  | Мои 5 жён                      | My 5 Wives                       | Монте Петерсон          |
| 2000 | ф  | Никки, дьявол-младший          | Little Nicky                     | дедушка                 |
| 2001 | ф  | Четвёртый тенор                | The 4th Tenor                    | Лупо                    |
| 2004 | с  | Фил из будущего                | Phil of the Future               | Безумный Макс           |
| 2008 | ф  | Луковые новости                | The Onion Movie                  | в роли самого себя      |